# George Santayana
George Santayana, celým jménem Jorge Augustín Nicolás Ruiz de Santayana (16. prosince 1863 Madrid – 26. září 1952 Řím) byl americký filosof, kritik a spisovatel španělského původu, představitel naturalismu a „klasické“ americké filosofie.

## Život
Narodil se v rodině španělských diplomatů, dětství prožil v Madridu a v Ávile a od roku 1872 žil s matkou a třemi sourozenci v Bostonu. Po maturitě na klasickém gymnáziu studoval od roku 1882 na Harvardu, kde mezi jeho učiteli byli i William James a Josiah Royce. Po promoci 1886 studoval dva roky v Berlíně a napsal monografii o Rudolfu Hermannovi Lotzem, kterou roku 1890 na Harvardu obhájil a stal se profesorem. Roku 1912 toto místo opustil, protože chtěl mít větší svobodu, a odstěhoval se do Evropy. Žil pak jako nezávislý spisovatel v Paříži a v Oxfordu a od roku 1925 trvale v Římě, od začátku války v klášterním útulku „Modrých sester“.
| „                       | Ti, kdo si nepamatují minulost, jsou odsouzeni k tomu ji opakovat. | “ |
| — The life of reason I. |                                                                    |   |

## Dílo
Santayana byl velice plodný a úspěšný spisovatel a do roku 1904 se věnoval hlavně poezii. Jeho jediný román, „Poslední puritán“ mu získal ve třicátých letech světovou proslulost. Jeho hlavní díla jsou:
- The Sense of Beauty (Smysl pro krásu 1896)
- Interpretations of Poetry and Religion (Interpretace poezie a náboženství 1905/06)
- The Life of Reason (Život rozumu 1905/06)
- Three Philosophical Poets (Tři filosofičtí básníci – Lucretius, Dante a Goethe 1910)
- Soliloquies in England and Later Soliloquies (Samomluvy v Anglii a další samomluvy 1922)
- Scepticism and Animal Faith (Skepticismus a živočišná víra 1923)
- Dialogues in Limbo (Dialogy v Limbu 1925)
- Platonism and the Spiritual Life (Platonismus a duchovní život 1927)
- The Realms of Being (Oblasti bytí 1927)
- The Realm of Matter (Oblast hmoty 1930)
- Some Turns of Thought in Modern Philosophy (Několik obratů myšlení v moderní filosofii 1933)
- The Last Puritan (Poslední puritán, román 1935)
- Obiter Scripta (Řečeno výše 1936)

## Myšlení
Santayanovo myšlení bylo ovlivněno pragmatismem jeho bostonských učitelů, zejména W. Jamese, Spinozou a Lotzem, vyvíjelo se však velmi samostatně. Santayana je myslitel lidského jednání (praxe), z jehož potřeb se odvíjí i poznání a intelekt. Za základ všeho považoval Santayana hmotu, avšak vysoce hodnotil i symbolické činnosti ducha, které nelze na hmotu redukovat. Umění, náboženství a věda jsou si podle něho blízké tím, že pracují se symboly; umění a náboženství jsou mu expresivní oslavou plnosti života a pokud by se zaměnily za vědu, ztratilo by se jak umění žít, tak smysl pro krásu - pro Santayanu tak důležitý.

### Citáty
- Fanatismus spočívá v tom, že člověk zdvojnásobí své úsilí, když zapomněl svůj cíl. (The life of reason I.)
- Člověk je bytost s představivostí a morálkou proto, že ve společnosti dává svému životu nové cíle, které by o samotě nemohly existovat: přátelství, náboženství, umění, vědy. (The life of reason II. Reason and society)
- Bůh, ke kterému hluboká filosofie přivádí lidskou mysl, zdaleka není tím bohem, od kterého povrchní fiosofie člověka odvádí. ([T]he God to whom depth in philosophy brings back men's minds is far from being the same from whom a little philosophy estranges them. (The life of reason III. Reason in religion)
- Každá živá duše vítá všechno, s čím si ví rady; to ostatní ignoruje nebo popírá. (Dialogues in Limbo, 3.)
- Náboženství ve své pokoře vrací člověku jeho jedinou důstojnost, totiž odvahu žít z milosti. (Dialogues in Limbo, 4.)
- Zábava je dobrá věc, jen pokud nekazí něco lepšího.
- Člověk musí být nohama zasazen na zemi, ale očima musí přehlížet svět.
- Člověk není stvořen k tomu, aby život chápal, ale aby jej žil.
- Rodina je jedním z mistrovských děl přírody.[2]
- Kdo zapomíná na své dějiny, je odsouzen je opakovat.[3]